# Doves
Doves – brytyjski zespół wykonujący muzykę indie rock. Utworzony w Manchesterze przez Jimiego Goodwina, Jeza Williamsa oraz Andy’ego Williamsa po rozpadzie grupy Sub Sub o tym samym składzie. Zespół ma nieoficjalnego czwartego członka, którym jest Martin Rebelski grający na instrumentach klawiszowych.

## Historia
W 1981 bracia Andy i Jez Williams założyli kapelę ze szkolnym kolegą Timem Whiteleyem. W 1986 wystąpili w telewizji, a w 1988 dołączyli do Metro Trinity – indierockowego zespołu z Manchesteru (z Jonnym Malem). Koncertowali w klubie The Haçienda oraz razem z perkusistą Colinem Rocksem wydali EP zatytułowane Die Young.
Gdy Williamsowie oraz Goodwin ponownie spotkali się w 1989 w The Haçienda, powstało Sub Sub, oraz ich pierwszy singiel Space Face. W 1993 ukazał się Ain't No Love (Ain't No Use), który odniósł większy sukces. W 1996 ich studio nagraniowe w Ancoats spłonęło, a wydarzenie to nakłoniło muzyków do odejścia od ich poprzedniego dance'owego stylu i rozpoczęcia nowego projektu, którym było właśnie Doves.
W latach 1998–99 Doves wydali 3 minialbumy w wytwórni Rob's Records, której właściciel, Rob Gretton, nadał zespołowi nowy image.
Ich pierwszy album Lost Souls wydany w 2000 roku został nominowany do Mercury Prize. Drugi album The Last Broadcast ukazał się dwa lata później i także został nominowany do Mercury Prize. Osiągnął 1. miejsce w brytyjskim notowaniu albumów.
W 2003 zespół nagrał kompilację Lost Sides oraz DVD Where We're Calling From zawierające materiały z koncertów.
W 2005 ukazał się album Some Cities, który artyści określili jako "Daleki wielkomiejskim wpływom". Tuż po ukazaniu dotarł na 1. miejsce Brytyjskiego notowania. W tym samym roku zespół grał koncerty razem z takimi artystami jak U2, Coldplay czy Oasis.
Zawierający jedenaście utworów, czwarty album Doves, Kingdom Of Rust ukazał się 6 Kwietnia 2009 roku. Pierwszy singiel, o tej samej nazwie, wydano 30 Marca.
Piosenkę promującą album pt. Jetstream zespół opublikował za darmo na oficjalnej stronie.

## Dyskografia

### Jako Sub Sub

#### Albumy Studyjne
- Full Fathom Five - 5 września 1994
- Delta Tapes - 23 lutego 1998

#### EP
- Coast EP - czerwiec 1992

#### Single
- Space Face - styczeń 1991
- Ain't No Love (Ain't No Use) - 29 marca 1993
- Respect - 7 lutego 1994
- Angel - 15 sierpnia 1994
- Southern Trees - 23 stycznia 1995
- Smoking Beagles - 16 grudnia 1996
- This Time I'm Not Wrong - 25 sierpnia 1997

#### Remiksy
- AON - Be Yourself (Sub Sub Mixes) - rok 1993
- Love To Infinity - Somethin' Outta Nothin'  - rok 1993
- A Certain Ratio - There’s Only This (Sub Sub's Rainy City Mix) - rok 1994

### Jako Doves

#### Albumy studyjne
- Lost Souls - 3 kwietnia 2000
- The Last Broadcast - 29 kwietnia 2002
- Some Cities - 21 lutego 2005
- Kingdom Of Rust - 6 kwietnia 2009

#### Alubmy kompilacyjne
- Lost Sides (Promo) - 20 listopada 2000
- Lost Sides - 29 września 2003

#### EP
- Cedar EP - 9 listopada 1998
- Sea EP - 24 maja 1999
- Here It Comes - 2 sierpnia 1999
- Live At Eden - 26 kwietnia 2005 (Zawiera materiały z koncertu w ogrodzie botanicznym The Eden Project z 2002 roku)
- Some Cities Live EP - 17 kwietnia 2006

#### DVD
- Pounding - 22 czerwca 2002 (singel DVD)
- Where We're Calling From - 29 września 2003
- Some Cities - 21 lutego 2005 (Specjalna edycja albumu z dodatkowymi materiałami wideo)
- Sky Starts Falling - 12 września 2005 (singel DVD)